# Скрябин (хутор)
Скрябин —хутор в Новоузенском районе Саратовской области в составе сельского поселения Пограниченское муниципальное образование. 

## География
Находится на расстоянии примерно 29 километров по прямой на восток от районного центра города Новоузенск.

## История
Официальная дата основания 1865 год.  

## Население
Постоянное население составило 14 человек (100% чеченцы) в 2002 году, 11 в 2010.